# Третьяков, Юрий Фёдорович
Ю́рий Фёдорович Третьяко́в (1931—1985) — советский писатель, автор детских книг.

## Биография
Родился 19 марта 1931 года в Борисоглебске (ныне Воронежской области). Учился в 2 ММИ имени Н. И. Пирогова и Литинституте имени А. М. Горького. Первый сборник рассказов про школьников, «Жук и геометрия», выпустил в 22 года в родном Воронеже, но уже вторую книгу, «Начало рыбачьего патруля», забрала себе «Детская литература», выпустившая его с иллюстрациями одного из лучших детских художников, Е. Т. Мигунова. Карьера складывалась блестяще: Третьякова мгновенно приняли в СП СССР (1958), долгие годы он оставался самым молодым членом Воронежской писательской организации. И вдруг Третьяков уезжает из Воронежа в родной Борисоглебск, к больной матери.
Все последующие книги Юрия Фёдоровича Третьякова выходили исключительно в «Центрально-Чернозёмном книжном издательстве».
В Воронеже жил сначала на Краснознамённой улице в доме № 11, с 1960-х годов — на улице Чайковского, дом № 8.
Умер 4 февраля 1985 года в Воронеже.